# Triff …
Triff … ist eine deutsche Doku-Fiktionsreihe für Kinder im Auftrag von KiKA, die nach einer Pilotfolge mit Amy Mußul am Reformationstag 2017 seit dem 20. Januar 2019 in drei- bis fünfteiligen Staffeln mit Clarissa Corrêa da Silva erscheint. In der Serie begegnet die Moderatorin mit einer Zeitmaschine berühmten historischen Persönlichkeiten, wodurch deren Leben und Wirken Kindern vermittelt werden soll.
Die zweite Staffel wurde ab dem 12. Januar 2020 ausgestrahlt. Begleitend veröffentlichte KiKA am 11. Januar eine Videoreihe Triff berühmte Wissenschaftlerinnen auf YouTube. Vom 13. Januar 2021 an erschien die dritte Staffel; dazu erfolgte die Veröffentlichung der Videoreihe Triff berühmte Künstlerinnen. Im Januar 2022 erschien die vierte Staffel mit der Reihe Triff berühmte Komponistinnen und Komponisten. Die fünfte Staffel zeigte die erste Episode im November 2022, die übrigen im Januar 2023; als Webreihe erschien Triff berühmte Herrscherinnen.

## Inhalt
Die Episoden bestehen aus drei Arten von Szenen: zum einen Animationen, in denen das Leben der historischen Person im Verlauf nacherzählt wird, zum anderen Realfilmszenen, die mittels einer von der Moderatorin in der Hand bedienbaren Requisite als Zeitmaschine zwischen Gegenwart und Vergangenheit wechseln. In der Vergangenheit werden besondere, anekdotenhafte Szenen aus dem Leben der historischen Person herausgegriffen und nachgestellt, die die Moderatorin miterlebt. In der Gegenwart besucht sie etwa Personen oder bedeutende Orte, durch die das Leben und Vermächtnis der historischen Person heute noch nachwirken.

## Übersicht

### Episoden
| Staffel | Episoden- anzahl | Ausstrahlung                          |
| ------- | ---------------- | ------------------------------------- |
| Pilot   | Pilot            | 31. Okt. 2017                         |
| 1       | 3                | 20. Jan. – 3. Feb. 2019               |
| 2       | 4                | 12. Jan. – 2. Feb. 2020               |
| 3       | 4                | 20. Jan. – 3. Feb. 2021 7. Dez. 2022  |
| 4       | 4                | 5. Jan. – 26. Jan. 2022 12. Juni 2022 |
| 5       | 5                | 30. Nov. 2022 11. Jan. – 1. Feb. 2023 |
| 6       | 3                | 17. Jan. – 31. Jan. 2024              |

### Webreihen
| Jahr | Titel: Triff berühmte …        | Anzahl |
| ---- | ------------------------------ | ------ |
| 2020 | Wissenschaftlerinnen           | 10     |
| 2021 | Künstlerinnen                  | 10     |
| 2022 | Komponistinnen und Komponisten | 8      |
| 2022 | Herrscherinnen                 | 10     |

## Besetzung
| Funktion/Rolle             | Darsteller                             | Folge(n)        |
| -------------------------- | -------------------------------------- | --------------- |
| Moderatorin                | Amy Mußul                              | Pilot           |
| Moderatorin                | Clarissa Corrêa da Silva               | 1.1 –           |
| Sprecher                   | Steffen Quasebarth                     | Pilot 1.1 – 6.3 |
| Sprecher                   | Matthias Keller                        | 7.1             |
| Martin Luther              | Waldemar Kobus                         | Pilot           |
| Leonardo da Vinci          | Philipp Danne                          | 1.1             |
| Kleopatra                  | Simone Müller                          | 1.2             |
| Friedrich Schiller         | Moritz Heidelbach                      | 1.3             |
| Marie Curie                | Inez Bjørg David                       | 2.1             |
| Ludwig van Beethoven       | Viktor Tremmel                         | 2.2             |
| Harriet Tubman             | Nancy Mensah-Offei                     | 2.3             |
| Alexander der Große        | Alexander Milz                         | 2.4             |
| Astrid Lindgren            | Birte Schnöink                         | 3.1             |
| Karl der Große             | Markus Gertken                         | 3.2             |
| Napoleon                   | Stefko Hanushevsky                     | 3.3             |
| Johann Wolfgang von Goethe | Philip Hagmann                         | 3.4             |
| Julius Caesar              | Thorsten Krohn                         | 4.1             |
| Elisabeth von Thüringen    | Tammy Girke                            | 4.2             |
| Wolfgang Amadeus Mozart    | Tilman Pörzgen Jonah Splettstößer      | 4.3             |
| Anne Frank                 | Katharina Kron                         | 4.4             |
| Frida Kahlo                | Mina Sagdic                            | 5.1             |
| Albert Einstein            | Marcus Prell                           | 5.2             |
| Eleonore von Aquitanien    | Deborah Kaufmann Valerie Sophie Körfer | 5.3             |
| Jacob Grimm                | Peter Lewys Preston                    | 5.4             |
| Wilhelm Grimm              | Valentin Kleinschmidt                  | 5.4             |
| Gudridur                   | Eva Hüster                             | 5.5             |
| Muhammad Ali               | Elvis Clausen                          | 6.1             |
| Bertha von Suttner         | Laura Louisa Garde                     | 6.2             |
| Paulus                     | Moritz Führmann                        | 6.3             |
| Queen Elisabeth II.        | Klara Wördemann Jutta Speidel          | 7.1             |
| Sokrates                   | Christian Rudolf                       | 7.2             |

## Produktion und Ausstrahlung
Für eine 25-minütige Folge des Formats wendet KiKA nach eigenen Angaben im Schnitt 119.000 Euro auf. Die Fachberatung der Reihe „Triff …“ liegt bei Jörg Rüpke von der Universität Erfurt. Die Serie ist eine Produktion von Crossmedia und Ifage im Auftrag von KiKA unter der Regie von Volker Schmidt-Sondermann. Geschrieben wurden jeweils mehrere Episoden unter anderem von Heike Fink, Matthias Huff und Moderatorin Clarissa Corrêa da Silva.
Der Pilot über Martin Luther wurde 2017 als Teil von KiKAs Sonderprogramm vom 28. bis zum 31. Oktober zum 500. Jahrestag der Reformation am Reformationstag erstausgestrahlt.
Am 1. Oktober 2018 verkündete KiKA, dass das Geschichtsformat nach dem Erfolg der Pilotfolge mit drei weiteren Folgen fortgesetzt wird; diese sollten damals voraussichtlich im Mai 2019 zum 500. Todestag da Vincis ausgestrahlt werden. Die drei Folgen sowie in Wiederholung die Pilotfolge wurden dann aber ab dem 20. Januar 2019 ausgestrahlt als Teil einer Sonderprogrammierung ausgewählter Wissensformate von ARD, ZDF und KiKA zum Jahresauftakt 2019.
Am 17. September 2019 wurden die Dreharbeiten für eine zweite Staffel angekündigt mit Episoden über Marie Curie, Alexander der Große und Harriet Tubman sowie anlässlich dessen 250. Geburtstag über Ludwig van Beethoven, bei der sich erstmals der WDR an der Produktion beteiligt. Die jeweiligen Schauspieler der historischen Persönlichkeiten waren Inez Bjørg David, Alexander Milz, Nancy Mensah-Offei sowie Viktor Tremmel. Am 4. Dezember wurde bekanntgegeben, dass die zweite Staffel ab dem 12. Januar 2020 ausgestrahlt werden wird. Daneben gab es auf der Website des KiKA und YouTube ein Sonderformat namens Triff berühmte Wissenschaftlerinnen mit animierten Kurzportraits über zehn Wissenschaftlerinnen, unter anderen Ada Lovelace, Hedy Lamarr, Alice Ball und Wang Zhenyi. Die zweite Staffel ist das erste vollständig barrierefreie KiKA-Angebot.
Im Dezember 2020 wurde erstmals mitgeteilt, dass im Januar 2021 neue Folgen der dritten Staffel sowie die Webreihe Triff berühmte Künstlerinnen erscheinen sollen. Die Folgen behandeln die zwei Kaiser Karl der Große und Napoleon Bonaparte und die zwei Schriftsteller Johann Wolfgang von Goethe und Astrid Lindgren. (Letztere wurde nicht 2021 mit den anderen gezeigt.) Sie sind Teil des Wissensangebot von „KiKA – besser.wissen“.
Ab dem 5. Januar 2022 erschien die vierte Staffel mit drei neuen Folgen und Webvideos über Komponisten. Am 12. Juni, dem Anne-Frank-Tag, schloss sich eine weitere Episode über Anne Frank an, die in enger Zusammenarbeit mit Sascha Feuchert von der Arbeitsstelle Holocaustliteratur entstand, der die Sachtexte zu der Episode sowie unterrichtliches Begleitmaterial verfasste. Online ist sie unter anderem durch Videointerviews mit Annes Freundinnen Hannah Pick-Goslar und Jacqueline van Maarsen unter der Rubrik Triff Annes Freundinnen ergänzt.
Die fünfte Staffel begann Ende November 2022 mit der Webreihe Triff berühmte Herrscherinnen sowie der Premierenfolge zu Frida Kahlo und wurde im Januar 2023 mit vier weiteren Folgen fortgesetzt. Dazwischen erschien im Dezember 2022 nachträglich die Folge zu Astrid Lindgren.
Eine sechste Staffel mit den Persönlichkeiten Paulus, Bertha von Suttner und Muhammad Ali wurde ab dem 17. Januar 2024 gezeigt. Im Oktober 2024 wurden Folgen für die siebte Staffel mit Jutta Speidel als Elisabeth II. und Christian Rudolf als Sokrates wie die vorige Staffel am Oberen Schloss in Mitwitz gedreht. Sie erscheinen am 8. Januar und 12. Februar 2025.

## Veröffentlichung
Matthias-Film vertreibt die einzelnen Folgen als DVDs für den Einsatz im Schulunterricht mit zusätzlichem didaktischem Material.

## Rezeption

### Zuschauerzahlen
Die Folgen der dritten Staffel im Januar und Februar 2021 erreichten durchschnittlich einen Marktanteil von 19,9 %. Die begleitende Webreihe Triff berühmte Künstlerinnen wurde im ersten Jahresquartal fast 50.000 Mal abgerufen.

### Auszeichnungen und Nominierungen
Neben den KiKA-Formaten Alles neu für Lina und ICH bin ICH war Triff … mit der Folge Triff Harriet Tubman für den Prix Jeunesse International 2020 nominiert.
Beim Goldenen Spatz 2020 gewann Triff … einen Preis in der Kategorie „Information/Dokumentation/Dokumentarfilm“ und  Clarissa Corrêa da Silva als beste Moderatorin jeweils für die Episode Triff Harriet Tubman. Außerdem war die Webreihe Triff berühmte Wissenschaftlerinnen im Wettbewerb Digital nominiert.
Im Dezember 2020 erhielt die Folge Triff Harriet Tubman den Preis der Asia-Pacific Broadcasting Union (ABU) in der Kategorie Kinder der Fernseh-Sektion.
Im Juli 2021 wurden die Webreihen Triff berühmte Wissenschaftlerinnen und Triff berühmte Künstlerinnen beim Kinder-Medienpreis Der weiße Elefant gemeinsam als bestes Internetangebot ausgezeichnet. Die Jury-Begründung lautete: „Deutlich wird: Selbstverständlich gehörten auch Frauen zu den geschichtsprägenden Menschen. Sie hatten es jedoch sehr viel schwerer als Männer, ihre Talente weiterzuentwickeln und sich professionell zu positionieren. Umso erzählenswerter also sind die Biographien der Frauen, die ihren Weg trotz aller Widrigkeiten und Diskriminierung gingen. Wo eine zumeist von Männern verfasste Geschichtsschreibung diese spannenden Persönlichkeiten ausgelassen hat, ergänzt KiKA mit dem Projekt „Triff… berühmte Wissenschaftlerinnen und Künstlerinnen“ das Weltbild von Heranwachsenden.“
Die Folge Triff Anne Frank wurde mit einem Goldenen Spatz 2023 in der Kategorie Dokumentation ausgezeichnet. Auch war die Folge bei den International Emmy Awards in der Kategorie „Kids: Factual“ nominiert. 2024 ist sie für einen Prix Jeunesse International nominiert.